# Friedrich Bering
Friedrich Bering (* 2. Februar 1878 in Fröndenberg/Ruhr; † 10. Juli 1950 in Köln) war ein deutscher Dermatologe, Hochschullehrer und Rektor der Universität zu Köln.

## Leben
Bering war der Sohn des gleichnamigen Allgemeinmediziners Friedrich Bering (1817–1888) und dessen Ehefrau Sophie, geborene Wiemann. Nach Ablegung der Reifeprüfung am Gymnasium Laurentianum Arnsberg absolvierte er von 1897 bis zum bestandenen Staatsexamen 1902 ein Medizinstudium an den Universitäten Tübingen, Bonn, Berlin, Marburg und Kiel. Während seines Studiums schloss Bering sich 1897 der Burschenschaft Germania Tübingen an.
Er wurde 1903 in Kiel zum Dr. med. promoviert und leistete danach seinen Militärdienst bei einem Seebataillon ab. Von 1903 bis 1905 wirkte er als Assistenzarzt an der Universitätshautklinik in Kiel und anschließend bis 1906 an der Abteilung für Innere Medizin am Städtischen Krankenhaus in Dortmund. 1907 habilitierte er sich in Kiel für Haut- und Geschlechtskrankheiten. Nach kurzer Beschäftigung an der Chirurgischen Abteilung des „Bergmannsheil“-Krankenhauses in Bochum wirkte er ab 1907 als Privatdozent und Oberarzt sowie ab 1912 als Titularprofessor an der Kieler Universitätshautklinik. Ab dem Spätsommer 1914 war er als Chefarzt an der Städtischen Hautklinik in Essen tätig, unterbrochen vom Ersten Weltkrieg.
Im Herbst 1931 wurde er auf den Lehrstuhl für Haut- und Geschlechtskrankheiten an die Universität zu Köln als Nachfolger Ferdinand Zinssers berufen. Er wurde auch Leiter der dortigen Universitätshautklinik. Bering, der bis 1931 der DVP angehörte, trat nach der Machtübergabe an die Nationalsozialisten zum 1. Mai 1933 der NSDAP bei (Mitgliedsnummer 3.511.120). Ab Oktober 1933 war er für zwei Jahre Dekan der Medizinischen Fakultät in Köln. Er gehörte dem Universitätssenat und der Ärztlichen Prüfungskommission an. Von 1942 bis 1945 war er Rektor der Universität zu Köln. In dieser Funktion versuchte er die kriegsbedingte Schließung der Universität zu verhindern. In Personalunion leitete er am St. Elisabeth-Krankenhaus Köln-Hohenlind die dermatologische Abteilung. Nach schweren Bombentreffern am Hauptgebäude der Universität stimmte er im Oktober 1944 schließlich der Universitätsschließung und Verlagerung des Lehrbetriebes nach Marburg zu. Nachdem auch sein Haus sowie die Städtische Krankenanstalt Lindenburg durch Bombentreffer zerstört worden waren und sein zweiter Sohn in Italien gefallen war, erlitt er Ende Oktober 1944 einen Nervenzusammenbruch. Er lebte dann vorübergehend in Schwerte. Als Rektor vertrat ihn Josef Kroll, der ihm nach Kriegsende kommissarisch in diesem Amt nachfolgte.

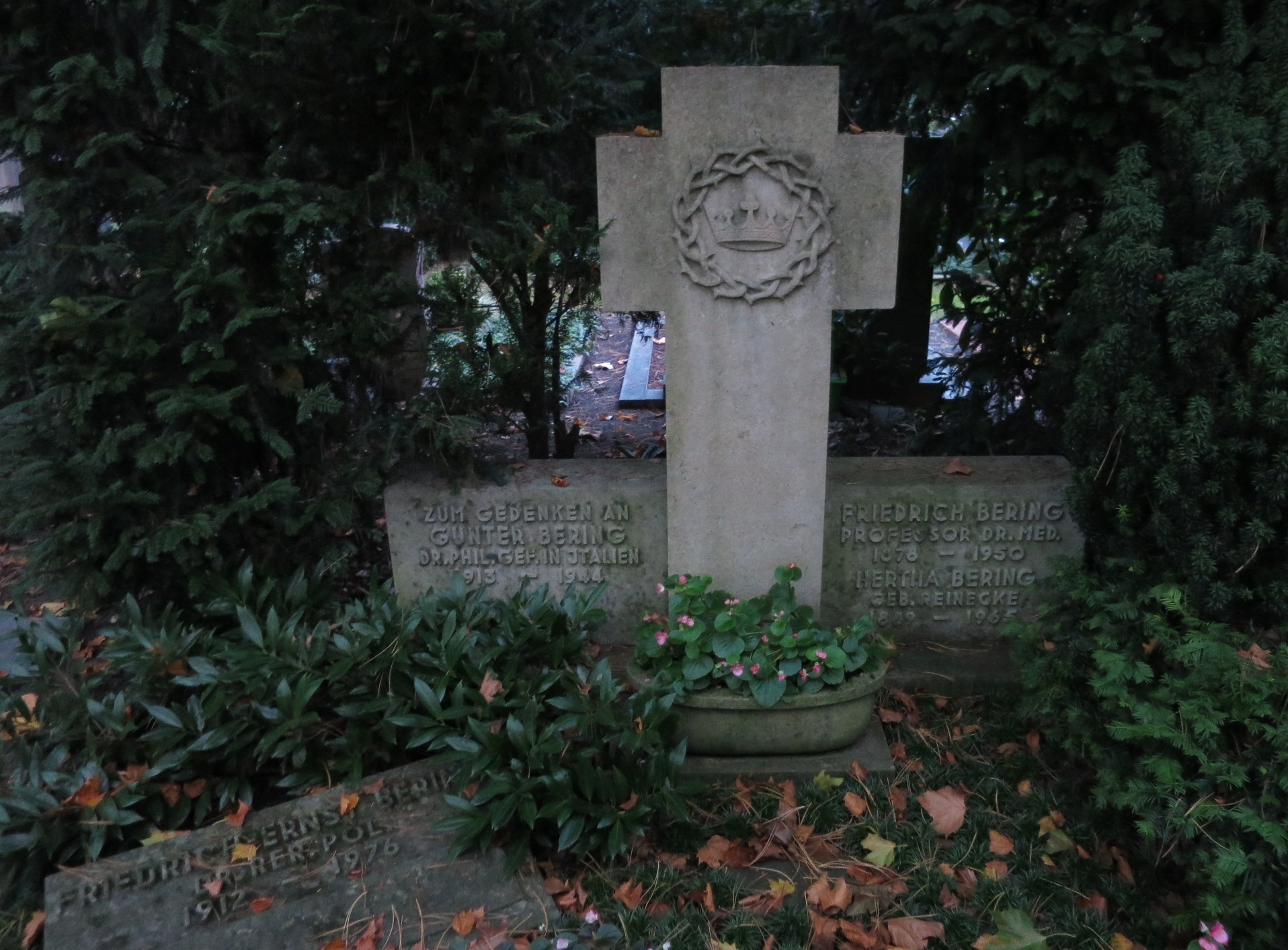
Grab der Familie Bering auf Melaten-Friedhof

Nach Kriegsende wurde Bering vom Hochschulamt zunächst suspendiert und ließ sich als Arzt in Westfalen nieder. Er wurde im Oktober 1947 nach einem Spruchkammerverfahren als entlastet entnazifiziert. Er übernahm den Vorsitz bei der Rheinisch-Westfälischen Dermatologischen Gesellschaft, den er schon früher innehatte. Im Frühjahr 1948 nahm er vertretungsweise wieder seinen Lehrstuhl auf. Er wurde 1949 emeritiert. Ihm folgte 1950 auf den Lehrstuhl Josef Vonkennel nach.
Berings Forschungsschwerpunkt lag auf der Diagnostik und Behandlung der Syphilis, Strahlentherapie der Hautkrankheiten und Berufsdermatosen. Er war Verfasser zahlreicher fachspezifischer Schriften.
Seine Grabstätte befindet sich auf dem Kölner Friedhof Melaten (Flur 12 (G)).

## Schriften
- Supramalleolare Längsfracturen der fibula. Dissertation. Universität Kiel, 1903.
- Die Verwendung von Lichtstrahlen in der Dermatologie mit besonderer Berücksichtigung des Lupus vulgaris. Habilitationsschrift. Universität Kiel, 1907.
- Ueber kongenitale Syphilis: Entstehung, Erscheinung u. Behandlung. Marhold, Halle/Saale 1912.
- mit Hans Meyer: Methoden zur Messung der Wirksamkeit violetter und ultravioletter Strahlenquellen. Aus dem Institut für Strahlenbehandlung der Königl. Dermatologischen Klinik zu Kiel. Urban & Schwarzenberg, Sollux-Verlag, Berlin/Wien 1912. (In: Strahlentherapie, 1912, H. 1 u. 2)
- Erwerbsfähigkeit und Geschlechtskrankheiten. 5 Gutachten d. Landesversicherungsanst. Rheinprovinz / erst. von Bering u. a. Mit e. Einführ. von Knepper. Hrsg. vom Vorst. d. Landesversich.-Anst. Rheinprovinz, L. Schwann, Düsseldorf 1925.
- mit Erna Zitzke: Die beruflichen Hautkrankheiten: Entstehung, Nachweis, Begutachtg. L. Voss, Leipzig 1935.